# Behind Enemy Lines
Behind Enemy Lines is een Amerikaanse oorlogsfilm uit 2001 onder regie van John Moore. Het basisgegeven van het verhaal is losjes gebaseerd op ware gebeurtenissen, maar de plot is fictief. De film won een Taurus World Stunt Awards voor beste luchtstunts en werd genomineerd voor een Political Film Society Award.
In 2006 verscheen het vervolg Behind Enemy Lines II: Axis of Evil, in 2009 gevolgd door Behind Enemy Lines: Colombia en in 2014, SEAL Team 8: Behind Enemy Lines. Allen kwamen uit als direct-naar-dvd-film. 

## Verhaal
De Amerikaanse straaljagerpiloot Chris Burnett (Owen Wilson) wordt in Bosnië achter vijandelijke linies door een doelzoekende raket uit de lucht gehaald. Even daarvoor heeft hij samen met zijn co-piloot foto's gemaakt van massagraven van Bosnische moslims die door Bosnische Serviërs zijn vermoord. Burnetts co-piloot heeft een gebroken been en wordt voor zijn ogen zonder pardon geëxecuteerd door Sasha (Vladimir Mashkov). Burnett licht admiraal Leslie Riegart (Gene Hackman) in over wat er gebeurd is. Die wil alles op alles zetten om Burnett veilig thuis te krijgen. De reddingsoperatie is alleen politiek een probleem omdat de Amerikanen niet mochten opereren in dat gebied. Burnett wordt keer op keer naar punten gestuurd waar ze hem op zouden halen, maar een helikopter blijft telkens uit. Als hij op een groep militiestrijders stuit, gaat hij met ze mee naar Hac. In Hac zijn gevechten aan de gang en Burnett verkleedt zichzelf als Bosnisch-Servische soldaat, waardoor de Bosnisch-Servische troepen denken dat hij dood is. Alleen Sasha weet dat dit niet zo is en legt dit uit. De Bosnisch-Servische troepen gebruiken deze informatie om de Amerikanen te laten denken dat Burnett dood is en de Amerikanen staken hun pogingen hem op te halen. Burnett gaat naar zijn vliegstoel, die in het open veld ligt en hij zet zijn baken weer aan waardoor de Amerikanen toch weten dat hij nog leeft en ze met drie helikopters alsnog opnieuw erop uittrekken. Er komt een gevecht waarbij Burnett Sasha doodt. De helikopters schakelen de overige Servische troepen uit. Ze redden Burnett en hij komt veilig weer aan op zijn vliegdekschip.

## Cast
| Acteur                  | Personage                       |
| ----------------------- | ------------------------------- |
| Owen Wilson             | Luitenant Chris Burnett         |
| Gene Hackman            | Admiraal Leslie McMahon Reigart |
| Gabriel Macht           | Stackhouse                      |
| Charles Malik Whitfield | Kapitein Rodway, USMC           |
| David Keith             | Master Chief Tom O'Malley       |
| Olek Krupa              | Miroslav Lokar                  |
| Joaquim de Almeida      | Admiraal Piquet                 |
| Vladimir Mashkov        | Sasha                           |
| Marko Igonda            | Bazda                           |
| Eyal Podell             | Petty Officer Kennedy           |
| Geoff Pierson           | Admiraal Donnelly               |
| Aernout van Lynden      | Aernout Van Lynden              |